# Liste der Kulturdenkmale in Chemnitz-Röhrsdorf
In der Liste der Kulturdenkmale in Chemnitz-Röhrsdorf sind die Kulturdenkmale des Chemnitzer Ortsteils Röhrsdorf verzeichnet, die bis Mai 2022 vom Landesamt für Denkmalpflege Sachsen erfasst wurden (ohne archäologische Kulturdenkmale). Die Anmerkungen sind zu beachten.
Diese Aufzählung ist eine Teilmenge der Liste der Kulturdenkmale in Chemnitz.

## Liste der Kulturdenkmale in Chemnitz-Röhrsdorf
| Bild                                    | Bezeichnung                                                                             | Lage                         | Datierung | Beschreibung | ID       |
| --------------------------------------- | --------------------------------------------------------------------------------------- | ---------------------------- | --- | --- | -------- |
|                                         | Wohnstallhaus und Scheune eines Vierseithofes                                           | Beethovenweg 23 (Karte)      | Anfang 18. Jahrhundert (Wohnstallhaus); 2. Hälfte 19. Jahrhundert (Scheune)                                                                      | Das Wohnhaus ein Fachwerkbau mit altertümlicher Konstruktion (Kopfstreben, Leiterfachwerk), baugeschichtlich und wirtschaftsgeschichtlich von Bedeutung. | 09233507 |
| Weitere Bilder                          | Schule (Grundschule Röhrsdorf, ehemals Zentralschule) und Märchenbrunnen vor der Schule | Beethovenweg 44 (Karte)      | 1907 (Schule); bezeichnet mit 1911 (Brunnen) | Baugeschichtlich, ortsgeschichtlich und künstlerisch von Bedeutung, Schule im Stil der Späthistorismus. Der Brunnen war ein Geschenk des Bildhauers Arthur Lange an seinen Geburtsort. | 09233508 |
|                                         | Seitengebäude eines Vierseithofes, vermutlich ehemaliges Wohnstallhaus                  | Beethovenweg 65 (Karte)      | 1. Hälfte 18. Jahrhundert | Baugeschichtlich von Bedeutung, Fachwerkbau | 09233509 |
| Weitere Bilder                          | Ganzmeilensäule                                                                         | Chemnitzer Straße (Karte)    | Bezeichnet mit 1723 | Kursächsische Postmeilensäule (Sachgesamtheit); verkehrsgeschichtlich von Bedeutung. Die Kopie einer Ganzmeilenstein aus Porphyrtuff stand an der ehemaligen Poststraße Leipzig–Chemnitz und trägt die Inschriften „AR/ Chemnitz 1 St. 1/2/ 1723/Posthorn“ sowie die Reihennummer 32. In Chemnitz wurden alle Postmeilensäulen in Folge der Industrialisierung abgerissen und nach 1990 Kopien der Säulen angefertigt.                                                                   | 09233511 |
| Direkt Bild zu diesem Denkmal hochladen | Schmiede mit Schornstein und technischer Ausstattung sowie Wohnhaus                     | Chemnitzer Straße 83 (Karte) | Mitte 19. Jahrhundert | Baugeschichtlich, ortshistorisch und technikgeschichtlich von Bedeutung | 09305396 |
|                                         | Wohnstallhaus eines ehemaligen Bauernhofes                                              | Goetheweg 30 (Karte)         | Um 1800 | Sozialgeschichtlich und baugeschichtlich von Bedeutung, Fachwerkobergeschoss mit V-Streben | 09233513 |
|                                         | Wohnstallhaus und Seitengebäude eines Bauernhofes                                       | Goetheweg 40 (Karte)         | 1822 (Dendro) | Sozialgeschichtlich und baugeschichtlich von Bedeutung, Fachwerkbauten, zum Teil verkleidet | 09233514 |
| Weitere Bilder                          | Wohnstallhaus und Seitengebäude eines Vierseithofes                                     | Goetheweg 50 (Karte)         | 1717 | Sozialgeschichtlich und baugeschichtlich von Bedeutung, teilweise Fachwerkbauten | 09233515 |
| Weitere Bilder                          | Wohnstallhaus, Scheune und Seitengebäude eines ehemaligen Vierseithofes                 | Goetheweg 58 (Karte)         | Um 1790 (Wohnstallhaus); um 1850 (Scheune); um 1890 (Stall)                                                                                      | Ensemble von Fachwerkbauten, ortsbildprägend, sozialgeschichtlich und baugeschichtlich von Bedeutung | 09233516 |
|                                         | Scheune eines Hakenhofes (Häusleranwesen)                                               | Goetheweg 116 (Karte)        | Um 1840 | In Ortsrandlage zum Feldrain, Fachwerkscheune mit wichtiger Wirkung im Straßenverlauf des Goetheweges, baugeschichtlich von Bedeutung | 09232946 |
|                                         | Ehemaliges Wohnstallhaus, heute Seitengebäude eines Vierseithofes                       | Goetheweg 120 (Karte)        | 1751 | Sozialgeschichtlich und baugeschichtlich von Bedeutung | 09233517 |
| Weitere Bilder                          | Kirche mit Ausstattung, Einfriedung und Kirchhof                                        | Kirchberg (Karte)            | 1346 (Kirche); 15. Jahrhundert (Heiliger ohne Hände); bezeichnet mit 1641 (Flügelgemälde); bezeichnet mit 1667 (Taufbecken); 1928 (Altaraufsatz) | Von einer barocken Überformung geprägter Kirchenbau mit markantem Glockenturm als Dachreiter, baugeschichtlich, ortsgeschichtlich und ortsbildprägend von Bedeutung | 09233518 |
| Weitere Bilder                          | Trauerhalle                                                                             | Kirchberg (Karte)            | Um 1900 | Die kleine Kapelle auf dem um 1900 erweiterten Friedhof ein gründerzeitlicher Klinkerbau, baugeschichtlich, ortsgeschichtlich und ortsbildprägend von Bedeutung | 09233518 |
| Weitere Bilder                          | Pfarrhaus                                                                               | Kirchberg 1 (Karte)          | Um 1690 (Dendro) | Baugeschichtlich und ortsgeschichtlich von Bedeutung, verschiefertes Fachwerkobergeschoss | 09233520 |
| Weitere Bilder                          | Kantorat                                                                                | Kirchberg 2 (Karte)          | Bezeichnet mit 1819 | Baugeschichtlich und ortsgeschichtlich von Bedeutung, verschiefertes Fachwerkobergeschoss, klassizistisches Portal | 09233521 |
| Weitere Bilder                          | Wohnstallhaus, Seitengebäude und Scheune eines Vierseithofes                            | Kirchberg 4 (Karte)          | Bezeichnet mit 1798, im Kern 17. Jh. (Wohnstallhaus); 1904 (Seitengebäude und Scheune)                                                           | Wohnstallhaus wohl im Kern aus der Mitte des 17. Jahrhunderts stammender bemerkenswerter Fachwerkbau mit seltenem Leiterfachwerk, teils verschiefert, Seitengebäude und Scheune zeittypische Klinker/Bruchsteinbauten, Hocheinfahrt an der nördlichen Giebelseite der Scheune, die drei Gebäude bilden zusammen mit dem Lehngasthof einen Vierseithof. Baugeschichtlich, das Wohnstallhaus auch hausgeschichtlich von Bedeutung, ortsbildprägende Hofanlage in Kirchnähe im Ortszentrum. | 09233522 |
| Weitere Bilder                          | Viertelmeilenstein                                                                      | Leipziger Straße (Karte)     | Kopie bezeichnet mit 1723 | Kursächsische Postmeilensäule (Sachgesamtheit); verkehrsgeschichtlich von Bedeutung. Kopie eines Kursächsischen Viertelmeilensteines aus Hilbersdorfer Porphyrtuff mit der Reihennummer 31 und den Initialen „AR“, der Jahreszahl 1723 und dem Posthornzeichen. Initialen und Posthornzeichen sind in Gold gefasst. Der Stein wurde 1977 kopiert, 1983 jedoch zerstört und anschließend wieder aufgestellt. Der jetzt am Ort befindliche Stein scheint eine neuere Kopie zu sein.        | 09304912 |
| Direkt Bild zu diesem Denkmal hochladen | Gasthof mit Saal (ehemals Gasthof Lehngericht)                                          | Limbacher Straße 4 (Karte)   | Um 1900 | Weitgehend bauzeitlich erhaltener straßenbildprägender Bau, baugeschichtlich und ortsgeschichtlich von Bedeutung | 09305394 |
| Weitere Bilder                          | Wohnhaus                                                                                | Limbacher Straße 54a (Karte) | Ende 18. Jahrhundert | Baugeschichtlich von Bedeutung, mit Segmentbogenportal | 09233524 |
| Weitere Bilder                          | Ländliches Wohnhaus                                                                     | Limbacher Straße 79 (Karte)  | 1. Hälfte 19. Jahrhundert | Baugeschichtlich und sozialgeschichtlich von Bedeutung, verschieferter Fachwerkbau | 09233525 |
| Weitere Bilder                          | Ehemalige Schule                                                                        | Limbacher Straße 96 (Karte)  | 2. Hälfte 19. Jahrhundert | Baugeschichtlich und ortsgeschichtlich von Bedeutung, quadratischer Hauptbau mit Zeltdach und Laterne ortsbildprägend | 09233526 |

## Ehemalige Denkmäler
| Bild                                    | Bezeichnung                                 | Lage                             | Datierung            | Beschreibung | ID       |
| --------------------------------------- | ------------------------------------------- | -------------------------------- | -------------------- | --- | -------- |
|                                         | Wohnhaus mit Stallung eines Dreiseitenhofes | Beethovenweg 99 (Karte)          | Bezeichnet mit 1714  | Baugeschichtlich und regionalgeschichtlich von Bedeutung, Fachwerkbau mit Holzverkleidung, Wohnhaus mit Pferdestall des ehemaligen kursächsischen Jagdgutes in Röhrsdorf-Löbenhain. Im April 2013 abgerissen. | 09233510 |
|                                         | Bauernhof                                   | Chemnitzer Straße 2 (Karte)      |                      | Erhalten, Streichung aus der Denkmalliste vor 2010 |          |
| Direkt Bild zu diesem Denkmal hochladen | Häuslerei                                   | Theodor-Körner-Straße 7 (Karte)  | Um 1800              | Ursprünglich vermutlich zu einem Bauernhof gehörend, traditioneller verschieferter Fachwerkbau von großer städtebaulicher Bedeutung. Zwischen 2009 und 2010 abgerissen.                                       | 09245266 |
| Direkt Bild zu diesem Denkmal hochladen | Häusleranwesen                              | Theodor-Körner-Straße 32 (Karte) | Um 1830 (bez. 1831?) | Markantes straßenbildprägendes Fachwerkhaus mit klassizistischem Portal, baugeschichtlich und sozialgeschichtlich von Bedeutung. Zwischen 2010 und 2012 abgerissen.                                           | 09233527 |

## Tabellenlegende
- Bild: Bild des Kulturdenkmals, ggf. zusätzlich mit einem Link zu weiteren Fotos des Kulturdenkmals im Medienarchiv Wikimedia Commons. Wenn man auf das Kamerasymbol klickt, können Fotos zu Kulturdenkmalen aus dieser Liste hochgeladen werden:
- Bezeichnung: Denkmalgeschützte Objekte und ggf. Bauwerksname des Kulturdenkmals
- Lage: Straßenname und Hausnummer oder Flurstücknummer des Kulturdenkmals. Die Grundsortierung der Liste erfolgt nach dieser Adresse. Der Link (Karte) führt zu verschiedenen Kartendiensten mit der Position des Kulturdenkmals. Fehlt dieser Link, wurden die Koordinaten noch nicht eingetragen. Sind diese bekannt, können sie über ein Tool mit einer Kartenansicht einfach nachgetragen werden. In dieser Kartenansicht sind Kulturdenkmale ohne Koordinaten mit einem roten bzw. orangen Marker dargestellt und können durch Verschieben auf die richtige Position in der Karte mit Koordinaten versehen werden. Kulturdenkmale ohne Bild sind an einem blauen bzw. roten Marker erkennbar.
- Datierung: Baubeginn, Fertigstellung, Datum der Erstnennung oder grobe zeitliche Einordnung entsprechend des Eintrags in der sächsischen Denkmaldatenbank
- Beschreibung: Kurzcharakteristik des Kulturdenkmals entsprechend des Eintrags in der sächsischen Denkmaldatenbank, ggf. ergänzt durch die dort nur selten veröffentlichten Erfassungstexte oder zusätzliche Informationen
- ID: Vom Landesamt für Denkmalpflege Sachsen vergebene, das Kulturdenkmal eindeutig identifizierende Objekt-Nummer. Der Link führt zum PDF-Denkmaldokument des Landesamtes für Denkmalpflege Sachsen. Bei ehemaligen Kulturdenkmalen können die Objektnummern unbekannt sein und deshalb fehlen bzw. die Links von aus der Datenbank entfernten Objektnummern ins Leere führen. Ein ggf. vorhandenes Icon  führt zu den Angaben des Kulturdenkmals bei Wikidata.